# Dirk van der Aare
Dirk Van der Aare  fue preboste de Maastrich, obispo y señor de Utrecht en el siglo XIII.
Fue competidor de Guillermo conde de Holanda, prisionero del príncipe de Brabante. Murió en 1212 habiendo ejercido la soberanía por espacio de catorce años, y fue enterrado en la catedral de Utrecht.